# Кабанов, Николай Павлович
Никола́й Па́влович Каба́нов (18 декабря 1924 — 2005) — заместитель министра промстройматериалов СССР, лауреат Государственной премии СССР и премии Совета Министров СССР.
Родился в селе Трофимовщина (ныне Ромодановский район Республики Мордовия).
В 1942—1944 годах служил в армии, участник Великой Отечественной войны. В 1944—1946 годах работал техником на железной дороге. Окончил Ивановский энергетический институт (1951).
В 1951—1965 годах на Борском стекольном заводе им. М. Горького: начальник смены, начальник производства, директор завода (1960—1965).
С августа 1965 года — главный специалист по стеклу Госплана РСФСР. С 1966 года начальник Главного управления стекольной промышленности министерства промышленности стройматериалов РСФСР.
В 1970—1976 годах первый заместитель министра промстройматериалов РСФСР. В 1976—1987 годах заместитель министра промстройматериалов СССР.
Заслуженный строитель РСФСР (17.12.1974).
Лауреат Государственной премии СССР 1970 года — за разработку и внедрение механизированного (поточного) способа производства стеклопрофилита и массовое применение его в строительстве. Лауреат премии Совета Министров СССР. Почётный гражданин Борского района (14.12.2000). Награждён орденами Отечественной войны 2-й степени (06.04.1985); Трудового Красного Знамени (дважды), «Знак Почёта» (дважды) и медалями.
Соавтор книги:
- Строительное профильное стекло. С. М. Гликин, В. А. Дроздов, Н. П. Кабанов, Е. А. Кравцов, В. А. Одинцов, Д. И. Португалов, В. С. Щукин. ; Под ред. И. Н. Дмитриева. — Москва: Стройиздат, 1975. — 184 с. : ил.; 22 см.

Умер  и похоронен в Москве.